# Werefox
Werefox je slovenska rokovska glasbena skupina, ustanovljena leta 2012. Vokalistka Melanija Fabčič - Melée in kitarist Sašo Benko - Bekko sta bila pred nastankom Werefox člana skupine Psycho-Path, Bekko pa je znan tudi po sodelovanju s Kleemarjem in kot član skupine Manul. Halb in Hahn sta bila nekoč člana skupine Sphericube, vsi pa so bili del gibanja Prekmurje Noise Conspiracy.
Ime so si nadeli po nadnaravnemu bitju z imenom A Hu-Li oz. werefox (v angleškem prevodu), osrednjemu liku iz knjige Sveta knjiga volkodlakov ruskega pisatelja Viktorja Pelevina.

## Zgodovina
Skupina je bila ustanovljena leta 2012, takrat so začeli tudi snemati svoj prvenec I Am Memory. Album je produciral Ivor Knafelj – Plueg. Pri pesmi »The Boy in Me, the Girl in You« so sodelovali s Scottom McCloudom, vokalistom washingtonske indie rock skupine Girls Against Boys (z njim sta Melée in Bekko sodelovala že v skupini Psycho-Path pri snemanju albuma Terminal leta 1999). Album je izšel januarja 2013 in so ga glasbeni kritiki dobro ocenili. Album so teden dni po izidu uradno predstavili v Kinu Šiška. Z njimi naj bi nastopil tudi McCloud, a je moral nastop zaradi bolezni odpovedati.
Leta 2015 je šla skupina ponovno v studio, tokrat z namenom snemanja svojega drugega albuma. Album je skupina naslovila Das Lied der Maschinen (nemško za Pesem strojev) Producent je bil tokrat J.Kell, ki je sodeloval tudi s skupino Psycho-Path, k sodelovanju pa je bil povabljen tudi Dominik Bagola (bobnar pri Psycho-Path), ki je prispeval klaviature, ksilofon in tolkala. Album je izšel februarja 2016 in so ga glasbeni kritiki dobro ocenili.
Decembra 2020 so izdali EP Live Radio Session, ki so ga v živo posneli v studiu Radia Študent. Na njem so izšle 4 pesmi (vse v live različici), ki so bile prvotno mišljene za tretji studijski album. EP predstavlja zadnjo fazo benda pred prenehanjem delovanja.

## Člani
- Melanija Fabčič - Melée — vokal
- Sašo Benko - Bekko — kitara
- Manuel Hahn — bas kitara
- David Halb — bobni
- Hannes Jaeckl — kitara
- Andi Gal — tonski tehnik

## Diskografija
- I Am Memory (2013)
- Das Lied der Maschinen (2016)
- Live Radio Session (2020)